# Vero Centre
Vero Centre – wieżowiec znajdujący się w Auckland w Nowej Zelandii. Zbudowany w 2000 roku, był pierwszym wysokim budynkiem w Auckland zbudowany od lat 80. We wnętrzu budynku znajduje się salon odnowy biologicznej i siłownia, centrum handlowe na 5 kondygnacjach i 32 kondygnacje przeznaczone na powierzchnie biurowe. Począwszy od 2005 jest to najwyższy budynek w Nowej Zelandii. Znany jest również ze względu na "aureolę" znajdującą się na dachu. 